# Irán az 1952. évi nyári olimpiai játékokon
Irán a finnországi Helsinkiben megrendezett 1952. évi nyári olimpiai játékok egyik részt vevő nemzete volt. Az országot az olimpián 4 sportágban 22 sportoló képviselte, akik összesen 7 érmet szereztek.

## Érmesek
| Érem  | Versenyző            | Sportág    | Versenyszám        |
| ----- | -------------------- | ---------- | ------------------ |
| Ezüst | Nászer Givehcsi      | Birkózás   | Szabadfogás, 62 kg |
| Ezüst | Gholam Reza Takhti   | Birkózás   | Szabadfogás, 79 kg |
| Ezüst | Mahmoud Namdjou      | Súlyemelés | 56 kg              |
| Bronz | Mahmoud Mollaghasemi | Birkózás   | Szabadfogás, 52 kg |
| Bronz | Tofigh Jahanbakht    | Birkózás   | Szabadfogás, 67 kg |
| Bronz | Abdollah Mojtabavi   | Birkózás   | Szabadfogás, 73 kg |
| Bronz | Ali Mirzai           | Súlyemelés | 56 kg              |

## Atlétika
Férfi
| Versenyző        | Versenyszám    | Előfutam | Előfutam | Előfutam | Döntő   | Döntő    |
| Versenyző        | Versenyszám    | Idő      | Hely.    | Össz.    | Idő     | Helyezés |
| ---------------- | -------------- | -------- | -------- | -------- | ------- | -------- |
| Ali Baghbanbashi | 5000 m         | 15:03,0  | 11.      | 36.      | kiesett | kiesett  |
| Ali Baghbanbashi | 3000 m akadály | 9:13,43  | 6.       | 17.      | kiesett | kiesett  |

## Birkózás
Szabadfogású
| Versenyző              | Versenyszám | 1. forduló                       | 2. forduló                | 3. forduló                      | 4. forduló                      | 5. forduló                     | 6. forduló                      | 7. forduló                    | 8. forduló              | Helyezés |
| Versenyző              | Versenyszám | Ellenfél Eredmény                | Ellenfél Eredmény         | Ellenfél Eredmény               | Ellenfél Eredmény               | Ellenfél Eredmény              | Ellenfél Eredmény               | Ellenfél Eredmény             | Ellenfél Eredmény       | Helyezés |
| ---------------------- | ----------- | -------------------------------- | ------------------------- | ------------------------------- | ------------------------------- | ------------------------------ | ------------------------------- | ----------------------------- | ----------------------- | -------- |
| Mahmoud Mollaghasemi   | 52 kg       | Niranjan Das (IND) · 6:32        | Louis Baise (RSA) · 8:24  | Heini Weber (GER) · 3-0         | Hasan Gemici (TUR) · 2-1        | Georgy Sayadov (URS) · 2-1     | Kitano Júsú (JPN) · 0-3         |                               |                         |          |
| Mohamed Mehdi Yaghoubi | 57 kg       | Rashid Mamedbekov (URS) · 0:32   | Bill Borders (USA) · 3-0  | Sayed Hafez Shehata (EGY) · 3-0 | kiesett                         | kiesett                        | kiesett                         | kiesett                       |                         | 8.       |
| Nászer Givehcsi        | 62 kg       | Herbie Hall (GBR) · 3-0          |                           | Keshav Mangave (IND) · 3-0      | Abdel Fattah Essawi (EGY) · 2-1 | Tominaga Riszaburó (JPN) · 2-1 | Bayram Şit (TUR) · 0-3          |                               | Joe Henson (USA) · 2-1  |          |
| Tofigh Jahanbakht      | 67 kg       | Gál József (HUN) · 3-0           | Ray Myland (GBR) · 8:45   | Tevfik Yüce (TUR) · 2-1         | Heini Nettesheim (GER) · 2-1    | Armenak Yaltyryan (URS) · 3-0  | Olle Anderberg (SWE) · 0-3      |                               | Tommy Evans (USA) · 0-3 |          |
| Abdollah Mojtabavi     | 73 kg       | Aleksanteri Keisala (FIN) · 2-1  | Vasyl Rybalko (URS) · 2-1 | Bev Scott (AUS) · 3-0           | Jamazaki Cugio (JPN) · 3-0      |                                | Per Berlin (SWE) · 3-0          | William Smith (USA) · 0-3     |                         |          |
| Gholam Reza Takhti     | 79 kg       | André Brunaud (FRA) · 3:55       | Veikko Lahti (FIN) · 5:10 | León Genuth (ARG) · 5:55        | Haydar Zafer (TUR) · 3-0        | Gustav Gocke (GER) · 3-0       | Davit Tsimak'uridze (URS) · 1-2 | Gurics György (HUN) · feladta |                         |          |
| Abbas Zandi            | 87 kg       |                                  | Kevin Coote (AUS) · 3-0   | Paavo Sepponen (FIN) · 3-0      | Viking Palm (SWE) · 1-2         | kiesett                        | kiesett                         |                               |                         | 5.       |
| Ahad Vafadar           | 120 kg      | Taisto Kangasniemi (FIN) · 11:16 | İrfan Atan (TUR) · 1-2    | kiesett                         | kiesett                         | kiesett                        | kiesett                         |                               |                         | 9.       |

## Ökölvívás
| Versenyző          | Versenyszám   | Selejtező                           | Nyolcaddöntő                           | Negyeddöntő       | Elődöntő          | Döntő             | Helyezés |
| Versenyző          | Versenyszám   | Ellenfél Eredmény                   | Ellenfél Eredmény                      | Ellenfél Eredmény | Ellenfél Eredmény | Ellenfél Eredmény | Helyezés |
| ------------------ | ------------- | ----------------------------------- | -------------------------------------- | ----------------- | ----------------- | ----------------- | -------- |
| Fazlollah Nikkhah  | Harmatsúly    |                                     | Kang Dzsunho (Gang Jun-ho) (KOR) · 0-3 | kiesett           | kiesett           | kiesett           | 9.       |
| Emanoul Aghasi     | Pehelysúly    | Leonard Leisching (RSA) · 0-3       | kiesett                                | kiesett           | kiesett           | kiesett           | 17.      |
| Petros Nazarbegian | Könnyűsúly    |                                     | Erkki Pakkanen (FIN) · 0-3             | kiesett           | kiesett           | kiesett           | 9.       |
| Ibrahim Afsharpour | Kisváltósúly  | Terence Milligan (IRL) · 0-3        | kiesett                                | kiesett           | kiesett           | kiesett           | 17.      |
| George Issabeg     | Váltósúly     | Fathi Ali Abdel Rahman (EGY) · DISG | Moos Linneman (NED) · 1-2              | kiesett           | kiesett           | kiesett           | 9.       |
| Ardashes Saginian  | Nagyváltósúly | Eladio Herrera (ARG) · 0-3          | kiesett                                | kiesett           | kiesett           | kiesett           | 17.      |

## Súlyemelés
| Versenyző                  | Versenyszám | Nyomás   | Nyomás   | Szakítás | Szakítás | Lökés    | Lökés    | Összesen | Helyezés |
| Versenyző                  | Versenyszám | Eredmény | Helyezés | Eredmény | Helyezés | Eredmény | Helyezés | Összesen | Helyezés |
| -------------------------- | ----------- | -------- | -------- | -------- | -------- | -------- | -------- | -------- | -------- |
| Ali Mirzai                 | 56 kg       | 95,0     | 1.       | 92,5     | 5.       | 112,5    | 7.***    | 300,0    |          |
| Mahmoud Namdjou            | 56 kg       | 90,0     | 2.***    | 95,0     | 2.**     | 122,5    | 2.*      | 307,5    |          |
| Mohssain Tabatabaie        | 60 kg       | 90,0     | 7.****   | 97,5     | 5.**     | 120,0    | 8.****   | 307,5    | 8.       |
| Hassan Ferdous             | 67,5 kg     | 102,5    | 6.       | 107,5    | 3.**     | 135,0    | 5.       | 345,0    | 5.       |
| Jalal Mansouri             | 75 kg       | 110,0    | 6.       | 107,5    | 9.**     | 140,0    | 8.***    | 357,5    | 8.       |
| Mohammad Hassan Rahnavardi | 82,5 kg     | 120,0    | 5.**     | 122,5    | 4.**     | 160,0    | 2.***    | 402,5    | 4.       |
| Firouz Pojhan              | 90 kg       | 112,5    | 5.**     | 120,0    | 5.*      | 155,0    | 4.       | 387,5    | 5.       |

* - egy másik versenyzővel azonos eredményt ért el

** - két másik versenyzővel azonos eredményt ért el

*** - három másik versenyzővel azonos eredményt ért el

**** - négy másik versenyzővel azonos eredményt ért el